# Santos Balmori Picazo
Santos Balmori Picazo (* 26. September 1898 in Mexiko-Stadt; † 5. März 1992 ebenda) war ein mexikanischer Maler und Bühnenmaler.

## Biografie
Santos Balmori verbrachte seine Kinder- und Jugendjahre in Spanien, Chile und Argentinien. Seine Mutter, die Mexikanerin Everanda Picazo de Cuevas, verstarb sehr früh. Als er fünf Jahre alt war, zog sein Vater Ramon Balmori Galguerra mit ihm in seine Heimat, ins spanische Llanes. Nachdem sein Vater Selbstmord beging, beschloss er mit 15 Jahren, sein Leben selbst in die Hand zu nehmen, und studierte in Santiago de Chile an der dortigen Kunsthochschule, der Escuela de Bellas Artes de Santiago, die sich im Museo de Arte Contemporáneo de Santiago der Kunstfakultät der Universidad de Chile befindet.

### Jahre in Europa
1919 setzte er seine Studien als Stipendiat an der Real Academia de Bellas Artes de San Fernando in Madrid fort, wo er zusammen mit Salvador Dalí, Remedios Varo und anderen unter Joaquín Sorolla, José Moreno Carbonero und Julio Romero de Torres studierte. Er erhielt ein weiteres Stipendium der spanischen Regierung für ein Studium in Rom, wo ihn die Kunstakademie als Mexikaner aber nicht annahm.
Daher ging er inoffiziell nach Paris, wo er an der Académie de la Grande Chaumière unter Antoine Bourdelle studierte. Hier lernte er Tsuguharu Foujita, Aristide Maillol, Giovanni Giacometti, Juan Gris und Maurice de Vlaminck kennen und wurde vom Stil zeitgenössischer europäischer Künstler beeinflusst. In Paris lebte und arbeitete er 14 Jahre lang und lernte auch Rabindranath Tagore und Mahatma Gandhi, den er auch porträtierte, kennen. Er arbeitete mit Henri Barbusse zusammen und illustrierte für die Zeitung Le Monde Artikel, darunter auch Artikel von Miguel de Unamuno, Maxim Gorki, Rabindranath Tagore, Albert Einstein und Upton Sinclair. Balmori heiratete die französische Ballerina Thérèse Bernard, die wenige Jahre später an Tuberkulose erkrankte und verstarb. Auch seine zweite Frau Isabel Bjornstrom war Ballerina. Mit ihr hatte er eine gemeinsame Tochter namens Kore. Balmori konvertierte zum Hinduismus und ging aus gesundheitlichen Gründen und Abenteuerlust zunächst nach Mallorca und dann ins nordafrikanische Oran, von wo aus er immer wieder nach Paris und Madrid reiste. Zur Zeit des Spanischen Bürgerkriegs schloss er sich mit anderen antifaschistischen Künstlern zusammen, darunter Federico García Lorca, Miguel de Unamuno und León Felipe.

### Rückkehr nach Mexiko-Stadt
Während der Regierungsperiode Lázaro Cárdenas zog er in den 1930er-Jahren wieder in seine Geburtsstadt und gründete dort für verwaiste Kinder des Bürgerkriegs die „Niños de Morelia“-Schule. In Mexiko-Stadt lehrte er als Professor an der Escuela Nacional de Pintura, Escultura y Grabado „La Esmeralda“ und an der aus der Academia de San Carlos hervorgegangenen Escuela Nacional de Artes Plásticas der Universidad Nacional Autónoma de México. Nachdem seine Tochter Kore Anzeichen einer Kinderlähmung gezeigt hatte, ging Frau Isabel mit ihr zurück nach Schweden. Balmori gab darauf die Bindung zu seiner Frau Isabel auf und schloss sich in den 1950er-Jahren der neuen Tanzbewegung in Mexiko-Stadt an. Er heiratete die Tänzerin und Choreografin Helena Jordan und wurde Direktor der Mexikanischen Tanzakademie, arbeitete dort eng mit Miguel Covarrubias zusammen und entwarf Bühnenbilder und Kostüme.
Balmoris Bilder wurden in zahlreichen Ausstellungen gezeigt und sind heute Teil der Sammlungen namhafter Museen. Er wurde mehrfach ausgezeichnet.